# Фернан (Сан-Паулу)
Фернан (порт. Fernão)  —  муниципалитет в Бразилии, входит в штат Сан-Паулу. Составная часть мезорегиона Марилия. Входит в экономико-статистический  микрорегион Марилия. Население составляет 1241 человек на 2006 год. Занимает площадь 100,297 км². Плотность населения — 12,4 чел./км².

## История
Город основан 28 декабря 1999 года. 

## Статистика
- Валовой внутренний продукт на 2003 составляет 15.085.932,00 реалов (данные: Бразильский институт географии и статистики).
- Валовой внутренний продукт на душу населения на 2003 составляет 11.359,89 реалов (данные: Бразильский институт географии и статистики).
- Индекс развития человеческого потенциала на 2000 составляет 0,748 (данные: Программа развития ООН).